# Gruissan
Gruissan es una localidad  y comuna francesa, situada en el departamento del Aude en la región de Languedoc-Rosellón.
A sus habitantes se les conoce por el gentilicio Gruissanais.

## Cultura y productos
Es una comuna con grandes extensiones dedicadas al cultivo de cepas y vides,  es un centro de producción vinícola de vins de pays, equivalente a la categoría española de "vinos de la tierra" de la denominación de origen Vin de pays des Coteaux du Littoral Audois, establecida por Decreto 2000/848 del 1 de septiembre de 2000.

## Demografía
| 1200 | 1258 | 1269 | 1594 | 2170 | 3091 | 3531 |
| Para los censos de 1962 a 1999 la población legal corresponde a la población sin duplicidades (Fuente: INSEE [Consultar]) |      |      |      |      |      |      |

(Población sans doubles comptes según la metodología del INSEE).

## Personalidades relacionadas con la comuna
- René Iché (1897-1954), escultor
- Pierre Richard, viticultor y comediante.